# Rakel Liehu
Rakel Liehu, född 3 september 1939 i Nivala, är en finländsk författare. Hon är mor till Heidi Liehu.
Liehu debuterade som poet med Ihmisen murhe on yhteinen (1974), som följts av en lång rad diktsamlingar, skådespel och romaner. Av hennes senare verk kan särskilt nämnas romanen Punainen ruukku (1980) och essäsamlingen Sininen kala (1999), som domineras av existentiella frågeställningar. Den rikt strukturerade romanen Helene (2003) handlar om konstnären Helene Schjerfbeck, belönades med  Runebergspriset 2004 och översattes till svenska.